# 浄土院 (京都市左京区)
浄土院（じょうどいん）は、京都市左京区銀閣寺町にある浄土宗の寺院。山号は清泰山。本尊は阿弥陀如来。五山送り火のひとつ「大文字」を管理することから「大文字寺」とも称される。慈照寺（銀閣寺）の北に隣接している。

## 歴史
そもそもこの地には創建年代については不詳であるが、浄土寺という天台宗の寺院があった。
寛和2年（986年）には浄土寺で有明親王（醍醐天皇の皇子）の妃である藤原暁子が出家し、有明親王の子明救（みょうぐ）が入寺している。
平安時代末期には広大な寺域を持ち、その域内には後白河法皇の寵妃である丹後局の山荘と持仏堂があった。
鎌倉時代以後、皇室との関係を深め、また近衛家とも親しくし、そこから門跡として多数の僧が入寺していたこともあり、近衛家から橘御園の寄進を受けている。
室町時代には室町幕府第3代将軍足利義満の甥で後に天台座主になった持弁や第8代将軍・足利義政の庶弟である義尋が入寺するなど繁栄していたが、義尋が還俗して足利義視となり、結果として応仁の乱が起こると浄土寺はその戦火を受けて大半の建物が焼失した。
その後、その応仁の乱で義視と対立した義政がこの地を気に入って山荘（後の慈照寺）を建てようとし、文明14年（1482年）に浄土寺を相国寺の西に移転させて山荘の造営が行われると、わずかに草堂のみが当地に残された。
なお、義政の遺言では、山荘を禅寺に改めてその中に墓所を作って葬るように指示されていたが、浄土寺の土地を奪われた延暦寺がこれに反発し、山荘を寺にすることは許されたものの、義政の遺骨を葬ることは許されずに相国寺に移されたという。
その草堂に浄土宗の泰誉浄久が入り、名を浄土院と改めて復興が行われた。江戸時代の享保17年（1732年）に随誉によって堂宇が再建されている。
かつて浄土寺の鎮守社で、後に慈照寺の鎮守社となった八神社が境内地の北にある。なお、移転した浄土寺は後に廃絶している。

## 境内
- 本堂
- 庫裏
- 丹後局堂 - 丹後局の像が安置されている。
- 山門

## 文化財

### 国指定史跡
- 慈照寺（銀閣寺）旧境内 - 浄土院の境内もその指定対象に含まれている。

## 前後の札所
通称寺の会（大文字寺）